# 熊野一族7人殺害事件
熊野一族7人殺害事件（くまのいちぞくしちにんさつがいじけん）とは、1980年（昭和55年）1月31日夕方に三重県熊野市二木島町の集落で7人が殺害された大量殺人事件。
農業を営んでいた男（事件当時44歳）が自宅に集まっていた親族10人を猟銃（散弾銃）・斧で次々と襲撃して7人を惨殺・3人に重軽傷を負わせ、自宅に籠城した末に凶器の猟銃で自殺した。「のどかで平和な漁村」で発生した未曽有の大惨事は地元住民に大きな衝撃を与え、『中日新聞』（中日新聞社）は本事件を「漁業・ミカン栽培で知られる静かな町が『八つ墓村』（横溝正史）を思わせる血塗られた惨劇の舞台となった」と報道した。
事件当時、現場にほど近い熊野市新鹿町の別荘で暮らしていた作家・中上健次は本事件を題材とした映画の脚本を執筆し、事件から5年後の1985年に『火まつり』（監督：柳町光男）として公開された。

## 事件の背景
事件現場：三重県熊野市二木島町251番地3号（事件当時の加害者宅）
- 事件現場となった加害者宅は国鉄紀勢本線・二木島駅から約1キロメートル（km）海寄りの山（通称「新田山」）中腹に位置し「乗用車がやっと通れるだけの狭い道路」に面した平屋建ての住宅（部屋8つ）だった[新聞 4]。

事件現場となった熊野市二木島町は熊野灘に面した漁師町で、事件当時の加害者は集落でミカン農家を営んでいたほか、農閑期には石材会社でトラック運転手として働いていた。
加害者は地元の熊野市立荒坂小学校・熊野市立荒坂中学校を卒業し、1951年（昭和26年）4月に熊野市内の三重県立木本高等学校に進学したが、成績は非常に悪く遅刻癖も重なり翌1952年（昭和27年）8月31日付で退学し、高校中退後は家業の農業に加えて養豚業・農林業に携わっていた。加害者は1956年（昭和31年）10月に熊野市内で傷害事件を起こして翌月（1956年11月）に熊野簡易裁判所から罰金3,000円の判決を受けていたほか、1961年（昭和36年）に和歌山県新宮市内で暴力行為・建造物等損壊の容疑で逮捕され、同年7月には和歌山地方裁判所新宮支部から懲役10月・執行猶予付きの有罪判決を受けた。1959年（昭和34年）9月には伊勢湾台風で当時の実家が被災したためそこから500メートル（m）ほど西に離れた事件当時の家に移住したが、当時は紀勢本線も開通していなかった「陸の孤島」だった二木島では加害者の家は他の住民と縁が薄く、事件で犠牲となった義兄一家が数少ない縁者だった。
これらの前歴からは「カッとなる性質」がうかがわれていたが、加害者はそれ以降は問題を起こしておらず1973年（昭和48年）10月29日付で三重県警から「有害鳥獣駆除」の目的で散弾銃の使用許可を得た。猟銃を所持するようになってからも山へイノシシ・ニホンザルを狩りに行くのは年に数回程度で「猟銃に強い執着を示したり、猟仲間に猟・猟銃を自慢したりするような行為」はなく、銃によるトラブルは起こしていなかった。『中日新聞』1980年2月1日朝刊はこのように加害者に暴力事件の前歴があったにも拘わらず「前歴は銃刀法違反ではなく過去の犯罪から10年以上が経過している。薬物中毒・精神疾患・住所不定などの事情もない」として散弾銃の所持が許可されていた点を踏まえ「昨年（1979年）1月の三菱銀行人質事件の時もそうだが『散弾銃所持の許可基準が甘すぎる問題』が改めてクローズアップされそうだ」と報道した。
加害者は事件の約10年前に父親が死去して以降、本事件で重傷を負った妻とともに家業のミカン農家・稲作に従事して生計を立てるようになった。その暮らしぶりは二木島地区では比較的裕福なもので、近隣住民は『朝日新聞』（朝日新聞社）の取材に対し「夫婦仲は良く自分で山・田んぼを持っていた。何一つ不自由な点はなさそうだった」と語った。この他に熊野市消防団二木島分団新田班長・二木島保育所役員・熊野交通安全協会二木島支部委員と公の仕事も積極的に務めていた。
加害者は妻に加えて母親・息子3人（母親・息子2人は事件で死亡）の6人暮らしで農業・材木商を営んでいたが、熊野市立荒坂中学校の1年生だった長男（事件当時15歳）が腎臓病のために国立療養所三重病院（三重県津市）に入院していたことが原因で事件前からノイローゼ気味になっており、事件数日前からは「誰かが襲ってくる」などと発言していた。また加害者自身も事件前に石割職人として近所の土木建設業者の仕事を手伝っていたが、石切り場で削岩機を使い続けたことにより白蝋病（振動病）を罹患したため事件2年前の1978年（昭和53年）10月25日付で労働災害防止団体法に基づき熊野労働基準監督署から労災認定を受けた。加害者はそれ以降「療養のため石工業を休養する」名目で、休業特別支給金を1日当たり7840円の計算で毎月二十数万円（事件前月の1979年12月：28万8500円）受け取っており、1979年（昭和54年）の1年間では「330日間振動病で労働できなかった」として合計約260万円を受給していたが、一方でその間も毎月20日前後は石工業で働いていたことから「賃金・支給金の二重取り状態」となっていた。実際、加害者は地元の土木建設業者に相当量の間知石（石垣用）を納入していたため、年間30日程度の働きと仮定すればあまりにも不自然な額の支給金を受け取っている計算だった。やがて振動病の症状が中程度まで進行したことで加害者は手足の震えを訴えるとともに事件前年の1979年夏には「心身の不安」を訴えて熊野市内の外科病院に通院していた。これらに加え、事件前月（1979年12月）には犠牲になった次男が肺炎に罹患しており、これも加害者にとって心配事となっていた。
『中日新聞』の取材に対し近隣住民は加害者の人柄を「物腰が柔らかい優しい人。酒はほとんど飲まない」と語った。その一方で加害者が石割職人として仕事を手伝っていた土木建設業者は『中日新聞』の取材に対し「仕事は真面目だが小心な面があり、話し方1つとってもねちっこくて『こだわりやすい神経質な面』があった」と語った。また、加害者の人柄を知る熊野市職員は『朝日新聞』（朝日新聞社）の取材に対し「加害者は日ごろは温厚な性格で気の小さい人だった。もともと下戸だったが、酒を飲むと凶暴な性格になることから飲酒を控えていたようだ」と語った。

## 被害者
※以下、年齢はいずれも事件当時のものである。
死亡（加害者を除く7人）
- 事件当日18時51分、玄関先に駐車してあった軽ライトバンでは以下4人の遺体が発見された。
  - 運転席 - 加害者の実弟（36歳・石工・熊野市木本新田1644番地1号）、猟銃で射殺
  - 助手席 - 加害者の実妹（41歳・熊野市有馬町1417番地2号）、斧で斬殺
    - 加害者の弟妹2人の遺体はいずれも割れた車のフロントガラスから頭を出して前のめりになっていた。

  - 後部座席 - 加害者の次男（5歳）・三男（4歳）、ともに斧で斬殺。
    - 2人は事件当時いずれも二木島保育所の園児で、事件当日は保育所に元気に登園してほかの園児たちとともに節分の鬼を作っていた。2人の遺体は車内で折り重なるようにして倒れていた。

- 加害者宅の離れ玄関先で加害者の母親（80歳・加害者＝息子と同居）が斧で切りつけられ、うずくまるようにして死亡していた。遺体は斧で殴られつつも凶行から逃れようとしたためか2m近く這いずり回った跡があった。
- さらに通路でも加害者の実姉（55歳・主婦・熊野市二木島里町80番地）が射殺遺体で発見された。実姉の遺体は弟が乱射した銃を逃れようとしたためか母屋東側の道路に倒れていた。
- 玄関前に駐車してあった軽トラックの荷台で加害者の義兄（58歳・漁業・加害者の実姉の夫）が射殺遺体で発見された。

重軽傷（3人）
- 加害者の妻（38歳）は頭・胸に打撲・切り傷を負い意識不明の重体になり、その後は回復するも全治2か月の重傷を負った。
- 義兄の弟（29歳・漁業）は頭などに全治2週間の切り傷で軽傷を負った。また加害者の隣家に住んでいた鉄工所経営者男性も散弾で右太ももに全治10日間の軽傷を負った。

## 事件発生
事件2日前の1980年1月29日夜、加害者は妻の実家を突然訪れたが、その際はふさぎ込んだ様子だったために家人から慰められていた。
加害者は事件当日正午ごろに「体調が悪い」と言いながら町内の石切り場の仕事から帰宅し、心配した母親が15時ごろに「息子の様子が変だから家に来てほしい」と親類を電話で自宅に呼び集めた。加害者宅には事件当日、加害者の弟夫婦やその子供など近所に住んでいた親類のほとんどが集まっており、親類らは母屋玄関脇の六畳間で家人が手作りした秋刀魚寿司を食べたりコーラを飲んでいた。
地元の駐在所に配属されていた巡査は事件当時、車で約30分の熊野署に行っており不在だった。
事件で死亡した加害者の義兄は加害者の「体調不良」の申し出を受けて熊野市内のかかりつけの内科病院に相談し、16時30分ごろに医師が診察に訪れた。しかし加害者は「体調は悪くない」と言い張り診察を頑なに拒否したため、とりあえず血圧を測定した上で精神安定剤の注射を試みたが取りやめた。この間、加害者は「妙にニヤニヤと笑いを浮かべていた」状態で、医師は『中日新聞』の取材に対し「日ごろおとなしい人間が診察・注射に拒否反応を示したり、妙な笑みを浮かべるのは『精神分裂病の症状だ』と思った。『月曜日（1980年2月4日）まで様子を見てから正式に精神科医の診察を受けさせよう』と考えた」と語った。結局、加害者は既に興奮状態になっており「到底診察できない状態」だったため、医師は義兄に精神安定剤・睡眠薬を預けて帰った。この時、加害者の妻は「猟銃のロッカーの鍵を隠しておいた」と医師に伝えたため、これに対し医師は「大変良いことだ」と答えた。
加害者は実弟・義兄の弟、次男・三男とともに前述の六畳間から廊下を挟んで向かいに位置していた玄関脇の八畳間でテレビを見ており、その後実弟に「（集まった親族らに出すための）ジュースを買ってきてくれ」と頼み、しばらくは家族・親類たちとともに話し合っていた。
しかし18時ごろ、加害者は実弟が次男・三男とともにジュースを買いに出かけた直後で一同がテレビを見ていた時に突然斧を持ち出して暴れ出し、いきなり義兄の弟に鉈を2，3回振り下ろし、斧を取り上げられると散弾銃を持ち出して乱射した。加害者の心身が不安定になっていたことから妻は事件の2，3日前に散弾銃を保管していた金属製ロッカー（高さ・幅約1m、奥行き約50cm）の鍵を隠していたが、加害者は斧で被害者らを襲撃した後に散弾銃でとどめを刺そうとしたためか斧でロッカーの鍵を壊して銃を持ち出し、鉄工所経営者親子が駆け付けるまでの間に離れの玄関で実母を斧で斬殺・母屋玄関庭で実姉を散弾銃で射殺した。加害者の実弟は実妹・次男・三男とともに4人でライトバンに乗車してジュースを買いに出かけたが、運転手の実弟が加害者宅に戻って「到着の合図」としてクラクションを2回鳴らした直後、4人とも加害者から散弾銃で狙撃されて死亡した。
その直後の同日18時5分ごろ、事件現場宅付近を通りかかった通行人が「加害者が散弾銃を持って暴れている」のを目撃して三重県警察（熊野警察署）へ110番通報し、熊野署員がパトロールカー2台に分乗して事件現場に急行した。この時、通報者は「加害者が酒に酔っている」と通報したが、前述のように加害者には飲酒の習慣はなく、後の司法解剖でも加害者の遺体からアルコール分は検出されなかった。
18時30分ごろ、負傷した加害者の義兄の弟（当時29歳）が血まみれの状態で約150m西の隣家・鉄工所経営者男性（当時61歳）宅に「兄の義弟（加害者）が家で銃を乱射している」と助けを求めてきたため、鉄工所経営者は熊野市消防本部に119番通報するとともに長男を同伴して加害者宅に向かった。鉄工所経営者の長男は玄関近くで加害者が足で斧を踏みつけながら猟銃を組み立てている隙を見て斧を取り上げたが、加害者は玄関脇に駐車してあった軽トラックに乗り込んで逃げようとした義兄と自分の妻をそれぞれ約50cmの至近距離から狙撃して義兄を殺害し、妻にも重傷を負わせた。その直後、加害者は通りに面した部屋から鉄工所経営者に5，6発発砲して鉄工所経営者を負傷させた。
18時36分になって事件現場にパトカーが到着し、同38分ごろに警官隊が現場に到着して説得を開始したが、加害者は18時51分ごろに屋内から警察官に向けて威嚇発砲して警官隊を退かせ後に宅内に籠城した。警官隊は磨りガラスの扉越しに人影が動く様子を確認してはいたが室内の様子を把握できなかったため迂闊に室内へ突入できず、事態を重視した三重県警は熊野署に加えて隣接する尾鷲・鵜殿両警察署から警察官20人を応援出動させるとともに県警捜査一課長ら本部捜査員5人を事件現場に急行させた。18時51分、現場宅前の路上に駐車されていた軽ライトバン車内から4人の遺体が発見された（後述）。
19時10分、警官隊は家の裏側を包囲した上で119番通報して救急車の出動を要請し、熊野署員らは家の中に立てこもる加害者を「話をしよう」などと懸命に説得したが加害者は説得に応じることなく同日19時13分、母屋にあった子供たちの勉強部屋で持っていた散弾銃の銃口を自分の頭・腹に当てて銃弾2発を撃ち込み自殺した。19時15分、2発の銃声を聞いて警官隊が突入すると加害者は「左手に銃身を持ち胸に銃口を当て右手で引き金を引いた状態」で死亡していた。
その後、熊野署が事件現場を調べたところ室内・車内から3人の遺体が発見され、加害者を含めて8人の死亡・ほか3人の負傷が確認された。死亡した8人の遺体はいずれも斧・銃弾により血まみれで、中には50cmの至近距離から腹部を銃撃されて即死した被害者もいた。一連の事件で発砲された散弾は14発に及び、『中日新聞』は1980年2月1日朝刊で「障子が倒れて血が飛び散っていた室内の様子」と併せて「事件現場はまさに凄惨としか言いようがない」と表現した。
『朝日新聞』1980年2月1日朝刊1面記事は本事件を「警察庁によれば銃器などで一度に7人を殺害した事件は戦後初だ」と報道したほか、『中日新聞』1980年2月1日朝刊も本事件を「（戦後の大量殺人事件として）今回の事件は死者数で帝銀事件（12人死亡）に次ぐものだ」と報道した。

## 捜査
加害者が自殺してからも死亡した8人の遺体は「現場保全」のためにしばらく放置されていたが、事件発生翌日（1980年2月1日）午前1時30分すぎになって検視のために事件現場付近の海福山最明寺に移された。約6時間の検視の結果、加害者含め死者8人の遺体はいずれもほとんど即死状態で頭・胸・腰などに相当数の散弾が撃ち込まれていた。加害者の実母・実姉・義兄の3人の遺体には斧による傷が認められたが、いずれも「斧で切りつけられて倒れたり逃げようとしたところにとどめを刺すような形で」散弾を浴びせられた痕跡が確認された。
その後、事件現場の現場検証を開始した熊野署は鉄工所経営者の息子による「玄関近くで加害者が足で押さえつけていた斧を奪って近くに捨てた」という証言に基づいて付近を捜索した結果、午前3時過ぎになって加害者宅から約30m離れた道路沿いの電柱脇で血液がこびりついた凶器の斧（木の枝払い用、刃渡り約8cm）を発見した。
1日午前7時過ぎから熊野署は署員20人を動員して本格的な現場検証を行い、薬莢の採取・血痕の確認作業などから「加害者が発砲した回数」「殺傷行為の順序」を検証した。
一時期意識不明の重体となっていた加害者の妻は1日までに回復の兆候が見え始めたため、捜査本部は2月2日以降に経過を見てから「加害者の事件直前の動向など」に関して妻から事情聴取することを決めた。一方で死亡した加害者とその実母・実姉の司法解剖が2月1日13時から三重大学医学部で行われ、3人の死因はいずれも「散弾の心臓貫通による失血死」と判明した一方、前述の「加害者が酒に酔っている」という通報内容とは異なり加害者の遺体からアルコールは検出されなかった。
1980年2月1日までに加害者と親しかった知人らの証言により「加害者は石工業の職業病・振動病に悩まされてから労災認定を受け、その療養名目で労災保険金（休業補償給付金）を受給したが相変わらず石工業を続けており賃金収入・受給金の二重取り、すなわち不正受給状態を続けていた」ことが判明した。熊野労働基準監督署は1979年12月に熊野市内の各石切事業所から「一般的調査目的」で帳簿類を提出させたが、知人は『朝日新聞』の取材に対し「加害者はこれを『自分は労災保険金の不正受給を疑われており、その調査のためだ』と思い込み、明るみに出ることを恐れていた」と語った。
1980年2月2日午後、殺害された加害者の実妹の告別式が極楽寺（熊野市木本町）で営まれた。自殺した加害者・殺害された被害者3家族6人の葬儀は1980年2月3日、惨劇の舞台となった加害者宅・熊野市内の2寺院でそれぞれ執り行われた。そのうち加害者宅では一度に家族4人を失った長男（入院中のため無事）が病気・ショックの中で喪主を務め、参列した近親者らの涙を誘った。
しかし「日ごろは子煩悩で温和な性格」として知られ、それまで精神科病院への通院治療歴もなかった加害者が突然このような凶行に走った詳しい背景・動機などは加害者本人の自殺もあって詳しく解明されなかった。

## 現場集落
事件現場集落の最寄り駅・二木島駅駅員（同駅は事件後の1983年より無人化）は熊野灘に面した現場集落の実情に関して『中日新聞』の取材に対し以下のように回答した。
- 集落は（当時）人口約1,200人の漁業・ミカン栽培が盛んな地で、住民全員が顔見知り・血縁者である[新聞 1]。この季節（事件当時の2月）は熊野灘でサンマがよく獲れる[新聞 1]。
- 集落と外界を結ぶ交通手段は紀勢本線・国道311号のみで外部から来るのは釣り人程度だ[注 1][新聞 1]。釣り人のトラブルはともかく地元の人間同士のトラブルは少なくこれまでに目立った諍いは聞いたことがない[新聞 1]。

また『朝日新聞』1980年2月1日朝刊は現場集落に関して以下のように報道した。
- 約400戸の民家が入り江に沿った国道311号に面して立ち並ぶ集落[新聞 23]。
- 背後に広がる山の段々畑でミカンなどが栽培されているが生活の中心は漁業だった[新聞 23]。
- 集落で「事件」といえば裏山に生息するニホンザルが農作物を荒らしたりする程度の「静かすぎるほど静かな集落」だ[新聞 23]。

この二木島の集落に限らず熊野市内では凶悪事件といえば「大正末期に喧嘩がもとで住民が猟銃を発砲、2，3人が死亡した」事件が起きていた程度で、むしろ1964年（昭和39年）の台風第34号・1968年（昭和43年）の集中豪雨で多数の死者が出るなど自然災害の方が多かったため、このかつて経験したことのない「犯罪史上最大級」の大事件を受けて熊野署は署長以下全署員39人が徹夜で事件処理に追われた。
斎藤充功が事件から34年後の2014年（平成26年）、事件現場の地番「熊野市二木島町251番地3号」を訪問する前に熊野市役所に問い合わせた際には「登記簿上はその地番は現在も存在する」と回答を受けたが、実際に現場集落を訪れ取材した際には地番が消えており、加害者宅はトタン葺きの道具小屋1棟を残して更地となりその跡地には雑草が生い茂っていた。加害者宅跡の隣の地番に住む住民は斎藤の取材に対し以下のように回答した。
- 地元の人間はあの事件のことを今でもよく覚えているが、温和な性格で子煩悩だった加害者があの事件を起こしたことが信じられなかった[書籍 6]。加害者は休日になるとよく近所の二木島湾に面する防波堤まで子供を連れて釣りに行っていた[書籍 6]。
- 事件で遺された加害者の妻は和歌山県に移住し、入院中で事なきを得た長男も熊野市内の別の場所に移住して3児の父親となった[書籍 6]。
- 現場となった集落は事件後に過疎化・高齢化が進行してしまい、漁業の後継者不足に困るばかりか事件当時盛んだったミカン栽培も立ち行かなくなり、現在は自家用に稲・野菜を栽培する以外に農業はほとんど行われていない[書籍 4]。このため、斎藤が取材に訪れた当時の時点で既に集落の戸数は10戸[書籍 4]・人口20人程度まで減少している[書籍 6]。

## 考察
精神科医・野田正彰は事件2年後の1982年に二木島の集落を訪問して聞き取り調査を行い著書『犯罪と精神医療』（岩波現代文庫・2002年）にて本事件を以下のように評価した。
- 「加害者は『少し困難な問題』を抱えるとそれを受け止めて時間をかけて解決することができない性格」だったため、内心で最悪の事態ばかりを思い浮かべて自分を追い詰め、その末に心因反応を呈し錯乱状態に陥っただろう[書籍 7]。
- （一族全員を呼び集めてこの凶行に及んだ事件に関して）自殺決断者が残される妻子を思って一家心中する場合はよくあるが、これは日本にかなり特異な現象だ[書籍 7]。さらにその範囲を拡大して姉妹とその夫まで殺害した内心まではわからないが、殺害対象を一族の範囲にまで拡大するのはかなり日本に特異的だ[書籍 7]。

前述の野田の考察を受けて同じく事件現場となった二木島の集落を訪問取材した斎藤充功は2014年に出版した著書『戦後日本の大量猟奇殺人』（ミリオン出版）にて本事件の背景を「加害者は過去に傷害・暴行事件を起こしてはいたが、これは誰しも起こりうるもので特に加害者の性格と結びついたものではないだろう。本事件と前科2件は全く無関係で、本事件の真相は『心因反応により精神錯乱状態に陥った』可能性が高く、かつ『閉鎖的な共同体』であるがゆえに起きた事件と言えるだろう」と考察した。
加害者が2人の子供まで射殺した背景に関して、負傷した義兄の弟は「家に戻ると加害者が自分の実弟へ半ば強制的に『次男・三男を連れてジュースを買いに行け』と言っていた。『可愛がっていた弟と愛児2人だけは助けてやろう』と思い逃がしたのだろう」と述べた。守安敏久は加害者のこの行動に関して「当初の加害者は義兄の弟が語った通り『愛児を殺害現場から逃がそう』としたのかもしれないが、次々と一族を殺していった末に最後は『子供だけが生き残っても』と一族心中を図った」と推測している。
後に本事件を題材とした映画作品『火まつり』の脚本を手掛けた作家・中上健次は事件を報道した新聞・週刊誌記事を追いかけ、短編連作集『熊野集』（講談社、1984年）において以下のように記している。
| 「                                                                                               | 事件の渦中にいた二人の子供らの声が、桜の重なりの向こうから聴こえてきもする。実際、眼に見えるように想像できるのだった。体の具合が悪いからと一統の者に集まってもらった男には一統を強引に心中に引きずり込む気持ちはあったろうが、二人の子まで道づれにしようとは思わない。だが子供は男の心を知らず、大人らが家に集っている事に眼をうばわれている。それで男は「ジュースでも買うてこい」と言いつけてその場を離れさせようとするが、狭い村で、駄菓子屋はきまって眼と鼻の先にあるものだった。ジュースを飲みながらすぐに戻ってもきたのだろう。二人の子供が射ち殺された一統の中に入っていたのは言うまでもない。 | 」 |
| —守安敏久の論文「中上健次『火まつり』:映画から小説へ」（『宇都宮大学教育学部紀要 第1部』）より。 | |    |

| 「                                                                                               | その事件は自分がいままで書いて来た小説の顕現化だとも思ったし、私小説で何度も書いた主人公の暴発が成就したものだという思いもつもった。ノートを取り、ひりつく気持のうちに小説に仕立てようと何度も試みた。実際何もかも符丁が合い過ぎていた。 | 」 |
| —守安敏久の論文「中上健次『火まつり』:映画から小説へ」（『宇都宮大学教育学部紀要 第1部』）より。 | |    |